# Chiroderma vizottoi
Chiroderma vizottoi (Taddei & Lim, 2010) è un pipistrello della famiglia dei Fillostomidi endemico del Brasile.

## Descrizione

### Dimensioni
Pipistrello di medie dimensioni, con la lunghezza totale tra 62,5 e 67,4 mm, la lunghezza dell'avambraccio tra 46,7 e 50,3 mm, la lunghezza delle orecchie tra 17,2 e 19,8 mm.

### Aspetto
Le parti dorsali variano dal grigiastro al marrone chiaro, mentre le parti ventrali sono leggermente più chiare. Una striscia dorsale bianca si estende dalla zona tra le spalle fino alla groppa. Il muso è corto e largo. La foglia nasale è ben sviluppata, lanceolata e con la porzione inferiore separata dal labbro superiore. Due strisce chiare ben distinte sono presenti su ogni lato del viso, la prima si estende dall'angolo esterno della foglia nasale fino a dietro l'orecchio, mentre la seconda parte dall'angolo posteriore della bocca e termina alla base del padiglione auricolare e si unisce all'altra sopra la testa fino a formare un'ampia macchia biancastra. Le ali sono attaccate posteriormente ai metatarsi. È privo di coda, mentre l'uropatagio è ben sviluppato. Il cariotipo è 2n=26 FN=48.

## Biologia

### Alimentazione
Si nutre di frutta.

## Distribuzione e habitat
Questa specie è conosciuta soltanto nello stato brasiliano nord-orientale del Piauí.
Vive nell'habitat tipico del Caatinga.

## Conservazione
Questa specie, essendo stata scoperta solo recentemente, non è stata sottoposta ancora a nessun criterio di conservazione.